# AltaVista
AltaVista — поисковая система. Название «AltaVista» буквально переводится как «взгляд сверху».

## История
AltaVista появилась в декабре 1995 года и была поддержана самым мощным доступным на тот момент вычислительным сервером — 64-битным сервером DEC Alpha. Это была самая быстрая поисковая система, которая могла обрабатывать миллионы поисковых запросов в день. По состоянию на 1998 год она использовала 20 многопроцессорных серверов на базе 64-битных DEC Alpha. В совокупности они были оснащены 130 ГБ ОЗУ и 500 ГБ на жёстких дисках. Каждый день они обрабатывали около 13 миллионов запросов.
Важным нововведением AltaVista было включение поиска естественного языка. Пользователи могли напечатать фразу или вопрос и получить интеллектуальный ответ.
Разработанная корпорацией AltaVista Technology AltaVista была продана Digital Equipment Corporation, специалисты которой существенно её усовершенствовали и сделали доступной пользователям в ноябре 1995 года.
Набор в адресной строке altavista.com приводил к попаданию на сайт компании AltaVista Technology. В результате известность поисковой системы привела к огромному притоку посетителей на сайт AltaVista Technology и потере потенциальных пользователей поисковой системой.
В августе 1998 года поисковая система была выкуплена корпорацией Compaq за 3,35 миллиона долларов, что являлось крупнейшей сделкой подобного рода на тот момент. При этом адрес поисковой системы оставался прежним — altavista.digital.com. Compaq потратила немало времени и сил на поиск возможностей сделать из AltaVista прибыльный проект, но осуществить это не удалось. Поэтому в июне 1999 года начались переговоры Compaq и корпорации CMGI о формировании стратегического сетевого альянса, в рамках которого AltaVista была продана CMGI. 19 августа 1999 года было объявлено о приобретении корпорацией CMGI у Compaq 83 % акций AltaVista.
В феврале 2003 AltaVista была куплена Overture Services, Inc., которая в июле 2003 была приобретена Yahoo!. С мая 2011 AltaVista перешла на поисковую технологию Yahoo!.
Одной из первых AltaVista дала поисковой машине короткое имя av.com, создала «легковесную» заглавную страницу без рекламы и посторонних ссылок (http://ragingsearch.com, ныне не действует).
8 июля 2013 года поисковая система AltaVista прекратила работу.